# Looping (Kunstflug)

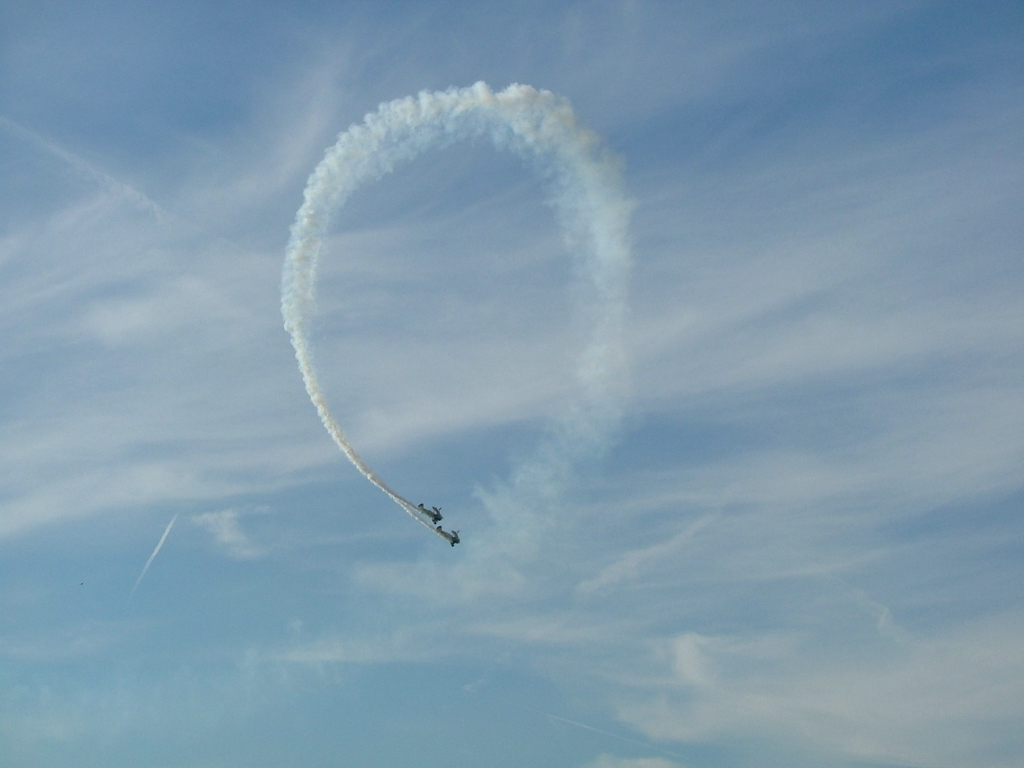
Wird die Drehrate im Scheitelpunkt nicht reduziert, wird der Looping nicht kreisförmig. Im Wettbewerb erhält ein Pilot für diese Figur Punktabzüge, auf Flugschauen werden bodennahe Loopings hingegen bewusst so geflogen, um hohe Lastvielfache beim Abfangen und die damit verbundene Gefahr eines fatalen Strömungsabrisses in Bodennähe zu vermeiden.

Looping (von englisch loop ‚Schleife‘, ‚Schlinge‘) wird eine Figur des Kunstfluges genannt. Es handelt sich dabei um einen vertikalen Kreis aufwärts oder abwärts. Schaut (zeigt) der Pilot beim Looping mit dem Oberkörper radial in das Innere des Kreises, spricht man von Innenlooping; schaut er hingegen aus dem Kreis heraus, von Außenlooping.

## Bezeichnung
Die Figur wird im deutschen Sprachraum i. d. R. Looping genannt; die offizielle deutsche Bezeichnung Überschlag wird in der Praxis kaum verwendet. Im englischen Sprachraum heißt die Figur nicht Looping, sondern Loop; es handelt sich hier um einen Scheinanglizismus.

## Geschichte

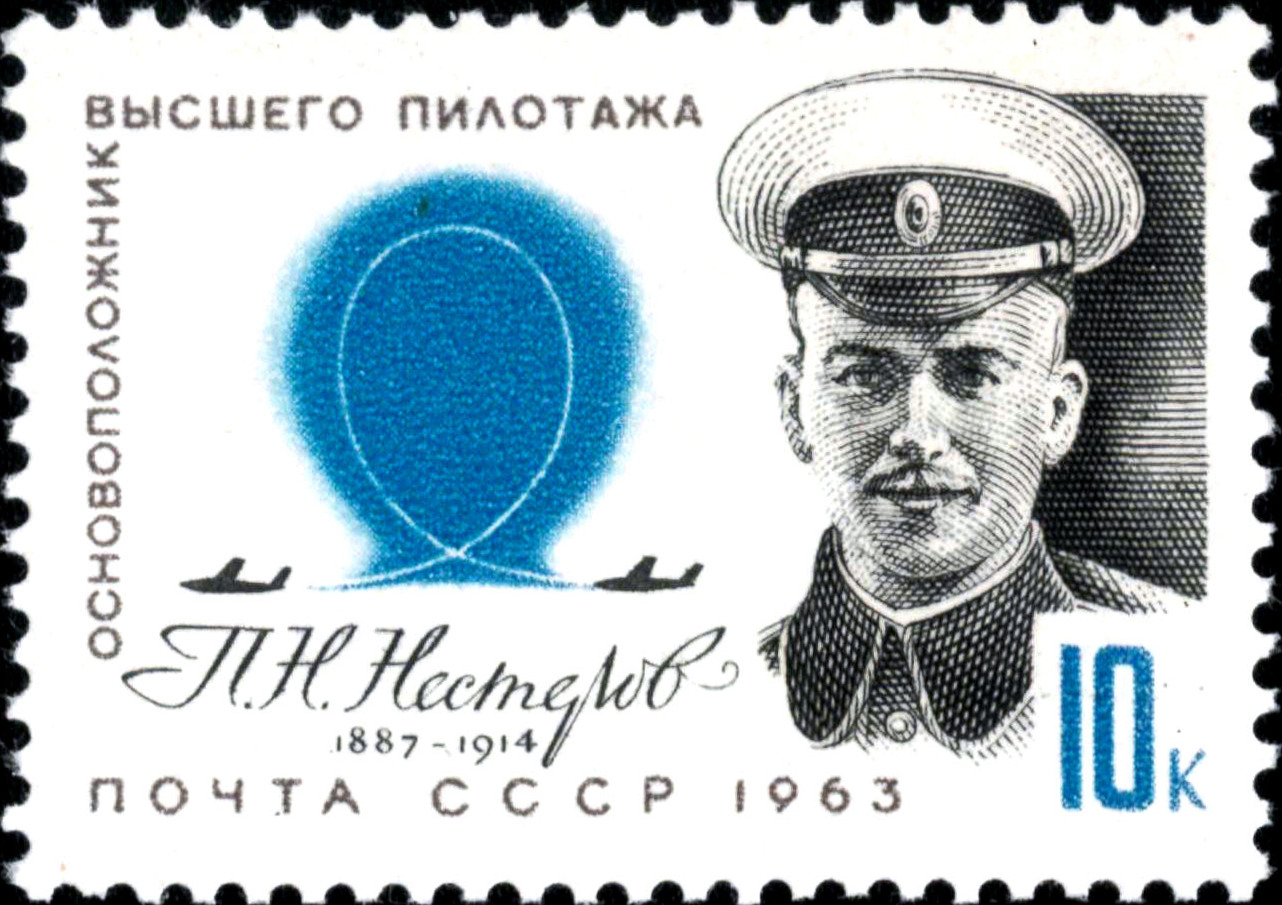
Nesterows Looping (Sowjetische Sondermarke 1963)

Der Innenlooping wurde erstmals – mit einem Flächenflugzeug – am 27. Augustjul. / 9. September 1913greg. von dem russischen Piloten Pjotr Nikolajewitsch Nesterow geflogen. Im Westen war man lange der Meinung, Adolphe Pégoud habe den ersten Looping geflogen; dies lag an der großen Popularität des Schaupiloten Pégoud, Nesterow hingegen war ein unbekannter russischer Militärpilot. Aus den militärischen Akten geht hervor, dass Nesterow für sein Kunststückchen von seinem Vorgesetzten sogar disziplinarisch bestraft wurde. Am 19. Mai 1914 flog die Russin Lidija Swerewa ihren ersten Looping.
Der erste Außenlooping nach modernem Kunstflugstandard wurde 1928 von Gerhard Fieseler geflogen.

## Durchführung

Innenlooping

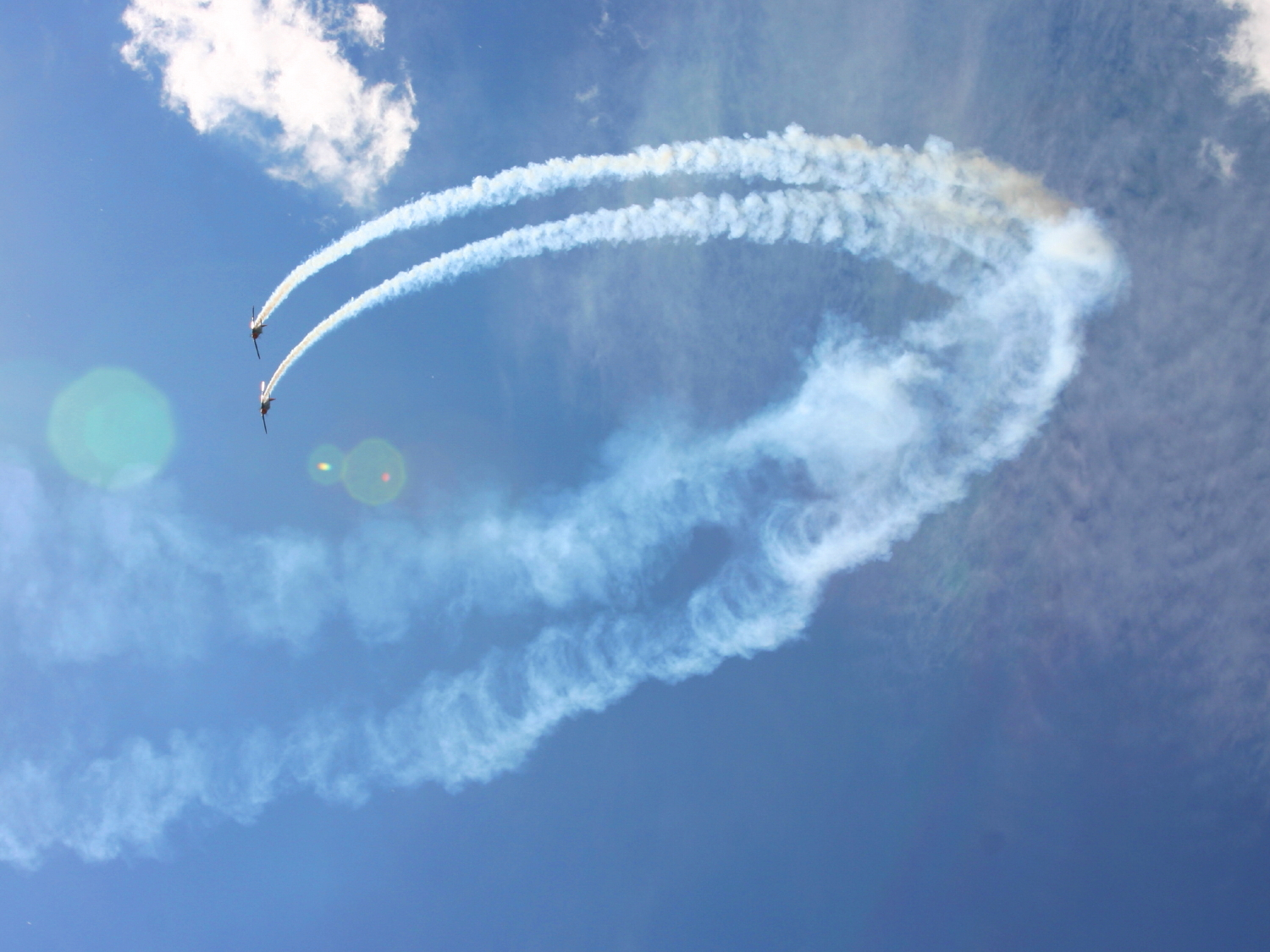
Looping im Formationsflug

Die Figur gehört zu den einfacher zu fliegenden Kunstflugmanövern. Ziel des Wettbewerbspiloten ist es, den Kreis möglichst rund zu fliegen. Der Looping beginnt im raschen Horizontalflug (bei den meisten Flugzeugen um 200 km/h). Um die Figur in einer Ebene zu fliegen, ist, z. B. durch seitlichen Blick zu den Flügelspitzen vor dem Horizont, zu kontrollieren, dass keine Querlage vorhanden ist. Durch koordiniertes Ziehen des Höhenruders wird der Vertikalkreis ausgeführt. Im Scheitelpunkt wird das Höhenruder einen Moment nachgelassen, da der Kreis sonst im oberen Bereich einem Ei gleichen würde. Die g-Belastung bleibt während der gesamten Flugfigur positiv, d. h. der Pilot hängt nie in den Gurten. Anschließend wird das Höhenruder wieder angezogen, um das Flugzeug abzufangen.
Die Schwierigkeit des Loopings besteht darin, ihn wirklich kreisrund zu fliegen. Dabei kommt es (wie bei allen Kunstflugfiguren) darauf an, wie es für einen Zuschauer am Boden aussieht. Da das Flugzeug im oberen Teil des Loopings langsamer fliegt, muss dort auch die Drehrate kleiner sein. Weiter muss auch ein allfälliger Wind vom Piloten dadurch kompensiert werden, dass er die Drehrate in den verschiedenen Phasen der Figur entsprechend anpasst und bei Seitenwind sogar bewusst schiebt. Da der Pilot keinerlei direkte Anhaltspunkte hat, wie die Figur vom Boden aus aussieht, benötigt es sehr viel Erfahrung, um den Looping in allen Situationen wirklich sauber fliegen zu können, da Unsauberkeiten sofort sichtbar würden. Der Looping ist daher, ungeachtet dessen, wie einfach er aufgebaut ist und von außen betrachtet erscheint, gleichzeitig eine der am schwierigsten sauber zu fliegenden Kunstflugfiguren.
Der Gleichgewichtssinn täuscht dem Piloten statt des Kreises eine hohe Welle vor, was mit der Physiologie der Bogengänge zusammenhängt.

## Varianten
Der Looping kann sowohl mit positivem als auch negativem Lastvielfachen (also nach innen oder außen), und sowohl nach oben als auch nach unten geflogen werden. Je nach Variante ist die Ausgangslage die Normalflug oder die Rückenfluglage.
Als Varianten des runden Loopings kann auch ein vier- oder achteckiger Looping geflogen werden, wobei diese Bezeichnung eigentlich falsch ist, da es natürlich keine Ecken sind, sondern einfach in einen normalen Looping gerade Strecken eingefügt werden.
Beim Segelflug und bei schwach motorisierten Motorflugzeugen muss die Anfangsgeschwindigkeit groß genug sein, um das Flugzeug auch im oberen Teil des Loopings gut steuern zu können. Beim Looping nach unten hingegen darf die Anfangsgeschwindigkeit nicht zu hoch sein, um die Betriebsgrenzen des Flugzeugs nicht zu überschreiten.
| Figur                                         | Beschreibung | Aresti-Symbol |
| --------------------------------------------- | --- | ------------- |
| Innenlooping nach oben                        | Der Innenlooping ist ein vertikaler Kreis, der aus dem aufrechten Geradeausflug durch Ziehen des Steuerknüppels eingeleitet wird. In jeder Position schaut der Pilot in das Innere des Kreises. Beim Innenlooping herrschen positive g-Kräfte.     |               |
| Außenlooping nach unten                       | Der Außenlooping ist ein vertikaler Kreis, der aus dem aufrechten Geradeausflug durch Drücken des Steuerknüppels eingeleitet wird. In jeder Position schaut der Pilot nach außen aus dem Kreis heraus. Beim Außenlooping wirken negative g-Kräfte. |               |
| halber Außenlooping nach unten (English Bunt) | Der halbe Außenlooping ist fast das Gleiche wie ein voller Außenlooping, nur wird er genau nach der ersten Hälfte beendet. Dieses Manöver endet mit Rückenflug und wird meistens durch Rollen um 180° beendet.                                     |               |

## Andere als Flächenflugzeuge

### Hubschrauber
Am 9. Mai 1949 wurde in Bridgeport, Connecticut, USA mit einem Hubschrauber Sikorsky S-52-1 der erste (dokumentierte) Looping geflogen. Der Testpilot Harold E. „Tommy“ Thompson (*1921 – 29. Oktober 2003) flog den Innenlooping für United Technologies Sikorsky Aircraft mit einem S-52-1 mit erstmals Ganzmetall-Rotorblättern und einem 6-Zylinder-Motor mit 245 HP, nachdem er April und Mai 1948 in Cleveland mit demselben Helikopter drei Geschwindigkeitsrekorde (darunter 129,616 Meilen/Std.) aufgestellt hatte. Er flog insgesamt 10 Loopings knapp über Grund über bevölkertem Gebiet und es wurde ihm dafür die Fluglizenz entzogen, die er jedoch rasch zurück erhielt. Er flog auch einen Looping wenige Fuß über der Meeresoberfläche und flog nach einer Heli-Crash-Notlandung im Frühling 1950 bis 1979 keinen Hubschrauber mehr.
Mittlerweile wurden mit einer Reihe von Hubschraubertypen Loopings geflogen.

### Segelflugzeug
Nichtangetriebene Flugzeuge können einen Looping nur aus Schwung heraus bewältigen. Looping aufwärts und abwärts sind im Segelkunstflug möglich.

### Hängegleiter und Gleitschirm
Mit fortgeschrittenen Drachen und Gleitschirmen wurden ebenfalls schon Loopings geflogen.

### Modellflug
Loopings können auch mit Modellflugzeugen, darunter auch Modellhelikopter ausgeführt werden.

### Unbemanntes Luftfahrzeug
Auch Multikopter-Drohnen können Loopings fliegen. Das Manöver kann programmiert sein und mit Selbststeuerung durchgeführt werden.